# Hilal Bergheim
Hilal Bergheim (offiziell HILAL MAROC Bergheim e. V.) ist ein Sportverein aus Bergheim im Rhein-Erft-Kreis. Die erste Fußballmannschaft spielte von 2012 bis 2014 und von 2016 bis 2018 in der Mittelrheinliga.

## Geschichte
Der Verein wurde im November 1994 als Hilal Maroc Bergheim gegründet und nahm 1995 erstmals an Meisterschaftsspielen teil. Nach zwei Aufstiegen in Folge erreichte Hilal 1997 die Kreisliga A und schaffte drei Jahre später den Sprung in die Bezirksliga, die bis 2002 gehalten werden konnte. Drei Jahre später gelang der erneute Aufstieg in die Bezirksliga, wo der Verein auf Anhieb Vizemeister wurde. Nach einer erneuten Vizemeisterschaft im Jahre 2009 gelang ein Jahr später der erstmalige Aufstieg in die Landesliga.
Nach einem dritten Platz in der Saison 2010/11 wurde Hilal ein Jahr später Vizemeister und stieg aufgrund des besseren Punktquotienten gegenüber dem anderen Staffel-Vizemeister Blau-Weiß Friesdorf als dritter Landesliga-Vertreter in die Mittelrheinliga auf. Während der Saison 2012/13 blieb die Mannschaft von Trainer Josef Pfeiffer zwölf Spiele in Folge ungeschlagen. Der Verein beantragte eine Lizenz für die Regionalliga West und gab dafür 35.000 Euro aus.
In der Schlussphase der Saison leistete sich die Mannschaft vier Niederlagen in Folge, so dass die Bergheimer auf Rang acht abrutschten. Trainer Pfeiffer warf einigen Spielern vor, bereits bei anderen Vereinen unterschrieben zu haben und deshalb nicht mehr mit vollem Einsatz für Hilal gespielt zu haben. Zur folgenden Saison 2013/14 wurde das Wort Maroc aus dem Vereinsnamen gestrichen. Die Bergheimer mussten am Saisonende als Vorletzter wieder in die Landesliga absteigen. 2016 gelang der Wiederaufstieg in die Mittelrheinliga, ehe die Mannschaft zwei Jahre später wieder absteigen musste und 2019 in die Bezirksliga durchgereicht wurde.

## Stadion
Heimspielstätte ist der Lukas-Podolski-Sportpark, den sich der Verein mit dem Lokalrivalen FC Bergheim 2000 teilt. Das Stadion hat eine Kapazität von 6.000 Plätzen.

## Persönlichkeiten
- Yohannes Bahcecioglu
- Hajrudin Catic
- Norikazu Murakami